# Bob ai III Giochi olimpici invernali - Bob a quattro maschile
La gara di bob a quattro maschile ai III Giochi olimpici invernali si è disputata tra il 14 e il 15 febbraio a Lake Placid.

## Atleti iscritti
| America (8)                 | America (8)                  |
| --------------------------- | ---------------------------- |
| - Stati Uniti (8)           |                              |
| Europa (20)                 |                              |
| - Germania (8) - Italia (4) | - Romania (4) - Svizzera (4) |

## Risultati
| Pos. | Nazione        | Atleti                                                                      | Manche1 | Manche2 | Manche3 | Manche4 | Totale  | Distacco |
| ---- | -------------- | --------------------------------------------------------------------------- | ------- | ------- | ------- | ------- | ------- | -------- |
|      | Stati Uniti I  | William Fiske Eddie Eagan Clifford Gray Jay O'Brien                         | 2:00.52 | 1:59.16 | 1:57.41 | 1:56.59 | 7:53.68 |          |
|      | Stati Uniti II | Henry Homburger Percy Bryant Paul Stevens Edmund Horton                     | 2:01.77 | 2:01.09 | 1:58.56 | 1:54.28 | 7:55.70 | +2.02    |
|      | Germania I     | Hanns Kilian Max Ludwig Hans Mehlhorn Sebastian Huber                       | 2:03.11 | 2:01.34 | 1:58.19 | 1:57.40 | 8:00.04 | +6.36    |
| 4    | Svizzera II    | Reto Capadrutt Hans Eisenhut Charles Jenny Oscar Geier                      | 2:06.81 | 2:03.40 | 2:01.47 | 2:00.50 | 8:12.18 | +18.50   |
| 5    | Italia I       | Theo Rossi di Montelera Agostino Lanfranchi Gaetano Lanfranchi Italo Casini | 2:07.87 | 2:06.62 | 2:07.94 | 2:01.78 | 8:24.21 | +30.53   |
| 6    | Romania I      | Alexandru Papană Alexandru Ionescu Ulise Petrescu Dumitru Hubert            | 2:09.09 | 2:14.32 | 2:02.00 | 1:58.81 | 8:24.22 | +30.54   |
| 7    | Germania II    | Walther Von Mumm Hasso Von Bismarck Gerhard Hessert Georg Gyssling          | 2:11.59 | 2:11.72 | 2:07.89 | 2:04.25 | 8:35.45 | +41.77   |